# Penetretus andalusicus
Penetretus andalusicus es una especie de coleóptero de la familia Carabidae.

## Distribución geográfica
Habita en la España peninsular.